# Nuvole bianche (Ludovico Einaudi)
Nuvole bianche è un brano musicale del pianista Ludovico Einaudi incluso nell'album Una mattina pubblicato il 6 settembre 2004, di cui è la traccia numero 12.

## Formazione
(Ludovico Einaudi)

## Descrizione
(Ludovico Einaudi)
Il brano è indubbiamente tra i più famosi dell'artista, è in tonalità di Fa minore e il giro di accordi varia tra Fa minore, Re bemolle, La bemolle e Mi bemolle, ripetendosi per tutto il brano in questo ordine. La struttura della composizione è lineare e presenta per la maggior parte del tempo una melodia calma, leggera e profonda, prendendo vivacità in alcuni tratti, ma tornando sempre alla calma di fondo. La sensazione che il compositore vuole far provare all'ascoltatore è quella della leggerezza, ispirandosi al movimento "delle nuvole che passano lente come navi nel cielo".
Il 21 gennaio 2021 viene pubblicata sul canale YouTube dell'artista un'animazione nata dalla collaborazione col videomaker Francesco Arcuri, creata tramite l'elaborazione di vecchie pellicole 8 millimetri degli anni '50/'60, di cui la maggior parte girate in super 8 e materiale digitale unendo così computer grafica e analogico.

### Versione vocale con Alessia Tondo
Esiste una cover della canzone pubblicata dallo stesso Einaudi negli album Taranta Project (2013) ed Einaudi Undiscovered (2020), prodotta in collaborazione con l'artista Alessia Tondo (voce iniziale della canzone Le radici ca tieni dei Sud Sound System) con cui l'artista ha collaborato anche nella realizzazione del festival "La notte della Taranta" in quanto maestro concertatore. Nella cover Alessia Tondo è la cantante nonché l'autrice del testo, tutto in salentino, che parla di una relazione che finisce e delle conseguenze.